# Tizenhétpontos egyezmény
A „Tizenhétpontos egyezmény” a Kínai Népköztársaság és a tibeti kormányzat között, a katonai megszállás árnyékában létrejött megállapodás volt, amely az eredeti tervek szerint rendezte volna a közjogi helyzetet az „anyaországként” aposztrofált Kína és a Kína részének tekintett Tibet között.

## Előzmények
1949-ben a Kuomintang Tajvanra menekülése után a tibetiek kiutasították a lhászai kínai megbízottat, és az egész kínai kolóniát. Az év során befejeződött a kínai polgárháború, és október 1-jén kikiáltották a Kínai Népköztársaságot.
1950-ben a pekingi kormány felszólítására tárgyalások kezdődtek Tibet Kínához való csatlakozásáról. Miután ezek eredménytelenül végződtek, október folyamán kínai fegyveres csapatok vonultak be Lhászába, ahol a helyiek fegyveres ellenállásába ütköztek. A veszélyhelyzet miatt nagykorúvá nyilvánították a 14. dalai lámát, Tendzin Gyacót (tib.: Bsztan-‘dzin rgja-mcho), aki kíséretével együtt az indiai határ közelébe menekült. 1951-ben a csamdói konferencián a kínaiak az együttműködő tibetiekkel együtt kimondták Tibet „békés felszabadítását,” és közeledést ajánlottak a dalai lámának, amit ő elfogadott, és küldöttséget menesztett Pekingbe. Ennek eredményeként megszületett a „tizenhétpontos egyezmény”, amit a kínai központi kormány és a helyi tibeti kormány nevében a tibeti delegáció május 23-án aláírt.

## Az egyezmény pontjai
1. A tibeti nép egyesüljön és űzze ki az imperialista agresszív erőket Tibetből; a tibeti nép térjen vissza az anyaország családjához – a Kínai Népköztársasághoz.
2. A helyi tibeti kormány aktívan támogassa a Népi Felszabadítási Hadsereget (PLA) abban, hogy belépjen Tibetbe és csillapítsa a nemzeti erőket.
3. A távolabbi politikának céljából a nemzetiségek számára le van fektetve a Kínai Politikai Tanácsadói Konferencia Közös Programjában (CPCPCC), hogy a tibeti embereknek megvan a joguk arra, hogy érvényesítsék a nemzeti regionális autonómiát a Központi Népi Kormányzat egyesített vezetése alatt.
4. A központi hatóságok nem fogják megváltoztatni a fennálló politikai rendszert Tibetben. A központi hatóságok nem fogják megváltoztatni a fennálló állapotot, funkciókat és a dalai láma hatalmát sem. A különböző rangú hivatalnokok az eddigi gyakorlat szerint tölthetik be a hivatalokat.
5. A 9. pancsen láma (Bainqen Erdini) fennálló státusa, funkciói és hatalma fennmarad.
6. A dalai és a pancsen láma státusa, funkciói és hatalma azt a státust, funkciókat és hatalmat jelenti, ami a 13. dalai lámának és a 9. pancsennek volt, amikor ők baráti és szívélyes kapcsolatban álltak egymással.
7. A vallásszabadság célkitűzése le van fektetve a CPCPCC-ben, ezt kell alkalmazni. A tibeti emberek vallásos hiedelmeit, szokásait, viselkedésmódjait respektálni kell, és a láma-kolostorokat meg kell védeni. A központi hatóságok nem fognak változást hozni a kolostorok bevételeiben.
8. A tibeti seregeket be kell szervezni a PLA soraiba, és váljanak a Kínai Népköztársaság nemzeti védelmi erejének részévé.
9. A tibeti nemzetiség írott és beszélt nyelvét, valamint iskolai oktatását lépésről lépésre fejleszteni kell az aktuális tibeti viszonyoknak megfelelően.
10. A tibeti mezőgazdaságot, állattenyésztést, ipart és kereskedelmet lépésről lépésre kell fejleszteni, és javítani kell az emberek megélhetését az aktuális tibeti viszonyoknak megfelelően.
11. A különféle tibeti reformokkal kapcsolatban nem lesz semmiféle kényszer a központi hatóságok részéről. A helyi tibeti kormány saját jogkörében végrehajthat reformokat, és megoldhatja az emberek növekvő reformigényét a tibeti vezető személyekkel történő konzultáció által.
12. Amennyiben a korábbi imperialista és Kuomintangos hivatalnokok határozottan megszakítják kapcsolataikat az imperializmussal és a Kuomintanggal, és nem kezdenek szabotázsba vagy ellenállásba, megtarthatják hivatalukat, függetlenül a múltjuktól.
13. A PLA, belépve Tibetbe, tiszteletben tartja az összes fentebb említett politikákat, csak a tisztességnek megfelelően vásárolhatnak vagy adhatnak el bármit, és önkényesen semmit sem szabad elvenniük az emberektől.
14. A Központi Népi Kormányzat fogja irányítani Tibet külügyeinek központi kezelését, és békés együttélés lesz a szomszédos országokkal, s a tisztességes kereskedelem létrehozása és fejlesztése velük az egyenlőség, valamint a közös haszon, az egymás területének és szuverenitásának kölcsönös tiszteletén alapuljon.
15. A megállapodás végrehajtásának biztosítása végett, a Központi Kínai Kormány felállít egy katonai és közigazgatási bizottságot és egy területi katonai parancsnokságot Tibetben, és eltekintve a Kínai Népi Kormányzat által odaküldött személyzet számától, annyi helyi tibetit kell személyzetbe felvenni, amennyi lehetséges. A helyi tibeti személyzet, amely részt vesz a katonai és közigazgatási bizottságban, tartalmazhat hazafias tagokat a helyi tibeti kormányból, a különböző területekről és a vezető kolostorokból; a névlistát a Központi Népi Kormány által kijelölt képviselővel és az érintett felekkel történő konzultáció után állítják össze, mindezt elő kell terjeszteni a Központi Népi Kormányhoz jóváhagyás végett.
16. A Központi Népi Kormánynak kell anyagi eszközökkel ellátnia a katonai és közigazgatási bizottságot, a területi katonai parancsnokságot, és a Tibetbe belépő PLA elemeit. A helyi tibeti kormány segítsen a PLA-nak az élelem, takarmány és más napi szükségletek megvásárlásában és szállításában.
17. Ez az egyezmény azonnal hatályba lép az aláírások és a pecsétekkel való ellátás után.

## Aláírói
| A Kínai Központi Kormány oldaláról: Küldöttségvezető - Li Weihan Küldöttek - Zhang Jingwu - Zhang Guohua - Sun Zhiyuan | A tibeti kormányzat részéről: Küldöttségvezető Galoon Ngapoi Ngwang Jigmei Küldöttek - Kemey Soinam Wangdui - Tubdain Dainda - Tubdain Lemoin - Sangpo Tainzin Toinzhub |

## Eredmény
A szerződés pontjaira hivatkozva a kínai központi kormányzat megkezdte Tibet integrálását Kínába. A fegyveres invázió kezdete óta az indiai határ közelében tartózkodó dalai láma 1951. augusztus 17-én érkezett vissza Lhászába. Szeptember elején Wang Jimei vezetésével több ezer kínai katona vonult be a fővárosba, őket később további 20 000 katona követte. Ezek után meg kellett oldani a katonák elhelyezését és élelmezését. Noha a „17 pontos egyezményben” a kínai vezetés leszögezte, hogy gondoskodni fog a katonák élelmezéséről, az idő múlásával egyre inkább a helyi kormánytól követelték a probléma megoldását. Ennek következtében összeomlott a gazdaság, a raktározott élelmiszer mennyisége vészesen apadni kezdett, és így az addig nem tapasztalt infláció is a magasba tört.
1955-ben a pekingi kormány felállította a Tibeti Autonóm Régió Előkészítő Bizottságát. 51 tagja közül 46 tibeti és 5 kínai volt, később számuk 55-re emelkedett (50+5). Főbb feladatai közé tartozott a helyi iparfejlődés ösztönzése a központi tervnek megfelelően, a társadalmi osztálykülönbségek csökkentése és a társadalmi összetartás elősegítése, a vallásszabadság biztosítása és a kolostorok felügyelete. Tiszteletbeli elnöke a dalai láma lett. Rendelkezéseit a kínai államtanácsnak is jóvá kellett hagynia, így tulajdonképpen meghagyta Peking vétójogát a döntéshozatalban.
A kínai beavatkozás ellen nemsokára fegyveres harc tört ki Tibet keleti régióiban. 1958 végére Dél-Tibet nagy része, valamint Kelet-Tibet több járása a tibeti felkelők kezére került. 1959 márciusára a fővárosban is kitörtek a zavargások, azonban a kínai hadsereg hamarosan kegyetlenül leverte a lázadást. A dalai láma közvetlen amerikai támogatásért folyamodott, de azt nem kapta meg. 1959. március 17-én a dalai láma a CIA segítségével álruhában Indiába menekült, és azóta is emigrációban él Dharamszalában